# Joseph Rochefort
Joseph John Rochefort, né le 12 mai 1900 à Dayton et mort le 20 juillet 1976 à Torrance, est un officier de l'United States Navy et un cryptanalyste américain. Sa contribution et celle de son équipe ont été déterminantes dans l'issue de la guerre du Pacifique.

## Débuts
En 1917, Rochefort s'engage dans la marine alors qu'il est encore lycéen à Los Angeles. Personnel non-officier en 1918, il est promu enseigne de vaisseau, une fois diplômé du Stevens Institute of Technology. En 1919, il est officier mécanicien du pétrolier USS Cuyama.
Ayant observé chez Rochefort un penchant pour les mots croisés et de grands talents de bridgeur, un officier le recommande pour un stage marine de cryptanalyse, à Washington.
Pendant ses affectations à terre, Rochefort suit les cours de cryptanalyse. Il est assistant du captain Laurance Safford. En 1924, il travaille avec la maîtresse-cryptanalyste Agnes Meyer Driscoll.
À la Division des Transmissions Navales, Rochefort fait son temps d'adjoint de l'OP-20-G, de 1926 à 1929. De 1929 à 1932, il étudie la langue japonaise. De 1936 à 1938, un poste de renseignements à la 11e région maritime, San Diego. Jusqu'en 1941, Rochefort passe neuf ans à des postes de cryptanalyse ou de renseignement et quatorze ans en mer, à des niveaux de croissante responsabilité.

## La guerre

### Pearl Harbor
Début 1941, Laurance Safford, de nouveau chef d'OP-20-G à Washington, envoie Rochefort à Hawaï commander la Station HYPO (« H » pour Hawaï en phonie marine de l'époque) de Pearl Harbor.
Rochefort trie sur le volet les marins d'HYPO. Fin 1941, il a rassemblé plusieurs des meilleurs cryptanalystes, analystes de trafic et linguistes de la marine, dont un cryptographe, le lieutenant Finnegan. L'équipe de Rochefort reçoit pour mission de casser le chiffre le plus hermétique de la marine japonaise, le code des officiers généraux, tandis que les cryptographes marine de la Station CAST (Cavite) , Philippines, et l'OP-20-G de Washington (NEGAT, « N » pour Navy Department) se focalisent contre le code opérationnel JN-25. En octobre 1940 et décembre 1941, de petites brèches sont pratiquées.
Rochefort travaille en liaison étroite avec Layton, dont il avait fait connaissance sur la route de Tokyo où tous deux avaient été expédiés pour apprendre le japonais, à la prière de la marine. En 1941, Layton est officier renseignements de l'amiral Kimmel, commandant en chef de la flotte du Pacifique. Dans les derniers mois de 1941, sur ordre du directeur de la Division des Plans de Guerre, Richmond K. Turner, on refuse aux deux hommes la communication des décryptages de messages diplomatiques émis en PURPLE. Difficile d'évaluer la gravité de ce refus.

### Bataille de Midway
Après le 7 décembre, les cryptographes marine, aidés par les Anglais du Far East Combined Bureau (Hong Kong, puis Singapour, puis Ceylan), et les Hollandais de la Kamer 14 (Indes hollandaises), conjuguent leurs efforts, afin de casser assez de trafic JN-25 pour fournir des bulletins de renseignements sur les forces et les intentions de l'ennemi, au début de 1942.
La Station HYPO qui soutient que l'imminente attaque japonaise ciblera le Centre Pacifique, réussit à convaincre l'amiral Chester W. Nimitz (qui avait remplacé Kimmel). L'OP-20-G (appuyé par la Station CAST) insiste : ça va se passer ailleurs, probablement aux Aléoutiennes, peut-être Port Moresby (Papouasie, Nouvelle-Guinée), voire sur la côte ouest des États-Unis. L'OP-20-G, restructurée par la mise à pied de Safford relevé par le captain Redman, officier de transmissions sans formation de cryptanalyste, agrée que l'attaque est prévue pour la mi-juin, pas pour fin mai ou début juin, comme le soutient Rochefort. L'amiral King, supérieur de Nimitz à Washington, est convaincu par l'OP-20-G. Rochefort croit fermement qu'un groupe-code, AF, désigne Midway.
Un marin de la Station HYPO, Wilfrid Holmes, a l'idée de simuler une panne de production d'eau douce à Midway. Il suggère d'expédier un compte-rendu (en clair ou mal crypté, on ne sait plus), dans l'espoir de provoquer une réaction japonaise, pour enfin avoir la certitude que Midway est ciblée ou non. Rochefort présente l'idée à Layton, qui la présente à Nimitz. Nimitz approuve.
Les Japonais mordent à l'hameçon. Ils diffusent des instructions : prévoir de charger des bouilleurs supplémentaires. L'analyse de Rochefort est confirmée. Layton note que ces instructions « produisent une prime inattendue ». Elles révèlent que l'assaut est prévu avant mi-juin.
Washington n'est toujours pas encore convaincu, néanmoins, quant à la date de l'attaque. Le groupe date-heure des messages de la marine japonaise est « surchiffré » ou crypté, avant même d'être codé en JN-25. HYPO met le paquet afin de résoudre cette énigme, en fouillant les piles de sorties imprimantes et de cartes perforées, à la recherche de séquences de nombres de cinq chiffres. Ayant identifié des codes bas niveau, l'équipe débrouille le chiffre lui-même. Layton attribue à Finnegan le mérite de la découverte de « la méthode utilisée par les Japonais pour verrouiller les groupes date-heure ». Une interception du 26 mai (ordres transmis à deux groupes de contre-torpilleurs d'escorte de transports d'invasion), analysée au moyen de cette table « conclut vraiment à la date-pivot de l'opération, soit le 4 soit le 5 juin ».
En mai 1942, Rochefort et son équipe décryptent, traduisent, revoient, analysent et rendent compte de 140 messages par jour. Pendant la semaine qui précède les ordres définitifs de Nimitz, « les décryptages sont traités à la vitesse de 500 à 1 000 par jour ».
Quand Nimitz propose Rochefort pour la Navy Distinguished Service Medal, Rochefort dit que « ça ferait des histoires ». D'autres sources suggèrent que Rochefort n'a de son vivant reçu aucune reconnaissance officielle, parce qu'il servit de bouc émissaire à l'embarras de l'OP-20-G. Redman (dont le frère n'est autre que l'influent contre-amiral Redman) se plaint du fonctionnement de la station d'Hawaï ; résultat, Rochefort est muté au commandement d'un dock flottant de San Francisco. Plus jamais Rochefort n'a servi à la mer. Que Rochefort n'ait jamais été récompensé en son temps est considéré par certains comme une injustice.
Après la guerre, Rochefort commande le Pacific Strategic Intelligence Group de Washington.

## Distinctions
En 1985, Rochefort reçoit, à titre posthume, la Navy Distinguished Service Medal. En 1986, toujours à titre posthume, il reçoit la médaille présidentielle de la Liberté. En 2000, il est admis dans la Salle d'Honneur de la National Security Agency, Central Security Service.

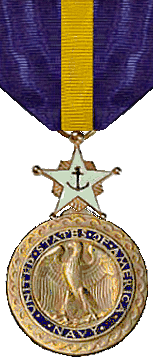
Navy Distinguished Service Medal
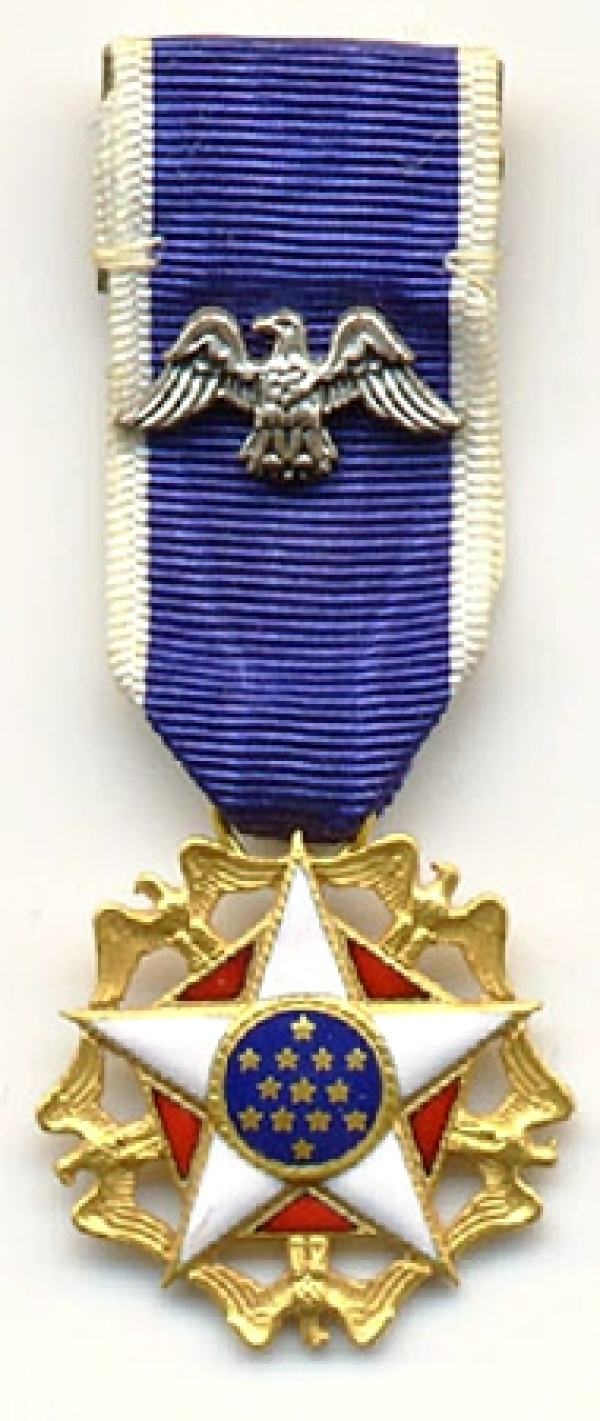
Médaille présidentielle de la Liberté

## Héritage
Le 6 janvier 2012, le CAPT Joseph J. Rochefort Building est inauguré dans un centre de la NSA, dans l'annexe Hickam de la base inter-armées de Pearl Harbor, Hawaii.

## Au cinéma
Dans le film La Bataille de Midway (1976), le personnage de Rochefort est interprété par Hal Holbrook.
Dans le film Midway (2019), le personnage de Rochefort est interprété par Brennan Brown.